# Mníšek nad Popradom
Mníšek nad Popradom (Hongaars: Poprádremete) is een Slowaakse gemeente in de regio Prešov, en maakt deel uit van het district Stará Ľubovňa.
Mníšek nad Popradom telt 659 inwoners.